# Actinothoe
Actinothoe is een geslacht van zeeanemonen uit de klasse van de Anthozoa (bloemdieren).

## Soorten
- Actinothoe alderi (Cocks, 1851)
- Actinothoe anguicoma (Price in Johnston, 1847)
- Actinothoe bellii (Cocks, 1851)
- Actinothoe bradleyi (Verrill, 1869)
- Actinothoe carlgreni (Haddon & Duerden, 1896)
- Actinothoe georgiana (Carlgren, 1899)
- Actinothoe glandulosa Carlgren, 1954
- Actinothoe gracillima (McMurrich, 1887)
- Actinothoe gravieri (Pax, 1912)
- Actinothoe ignea (Fischer, 1874)
- Actinothoe kerguelensis (Pax, 1922)
- Actinothoe lobata (Carlgren, 1899)
- Actinothoe milmani (Haddon & Shackleton, 1893)
- Actinothoe modesta (Verrill, 1866)
- Actinothoe paradoxa (McMurrich, 1893)
- Actinothoe patagonica (Carlgren, 1899)
- Actinothoe pellucida (Cocks, 1851)
- Actinothoe plebeia (Haddon, 1898)
- Actinothoe pustulata (McMurrich, 1887)
- Actinothoe qingdaoensis Pei, 1993
- Actinothoe sanmatiensis (McMurrich, 1893)
- Actinothoe sphyrodeta (Gosse, 1858) (Margrietje)
- Actinothoe yarrellii (Cocks, 1851)